# Spitalskirche (Innsbruck)

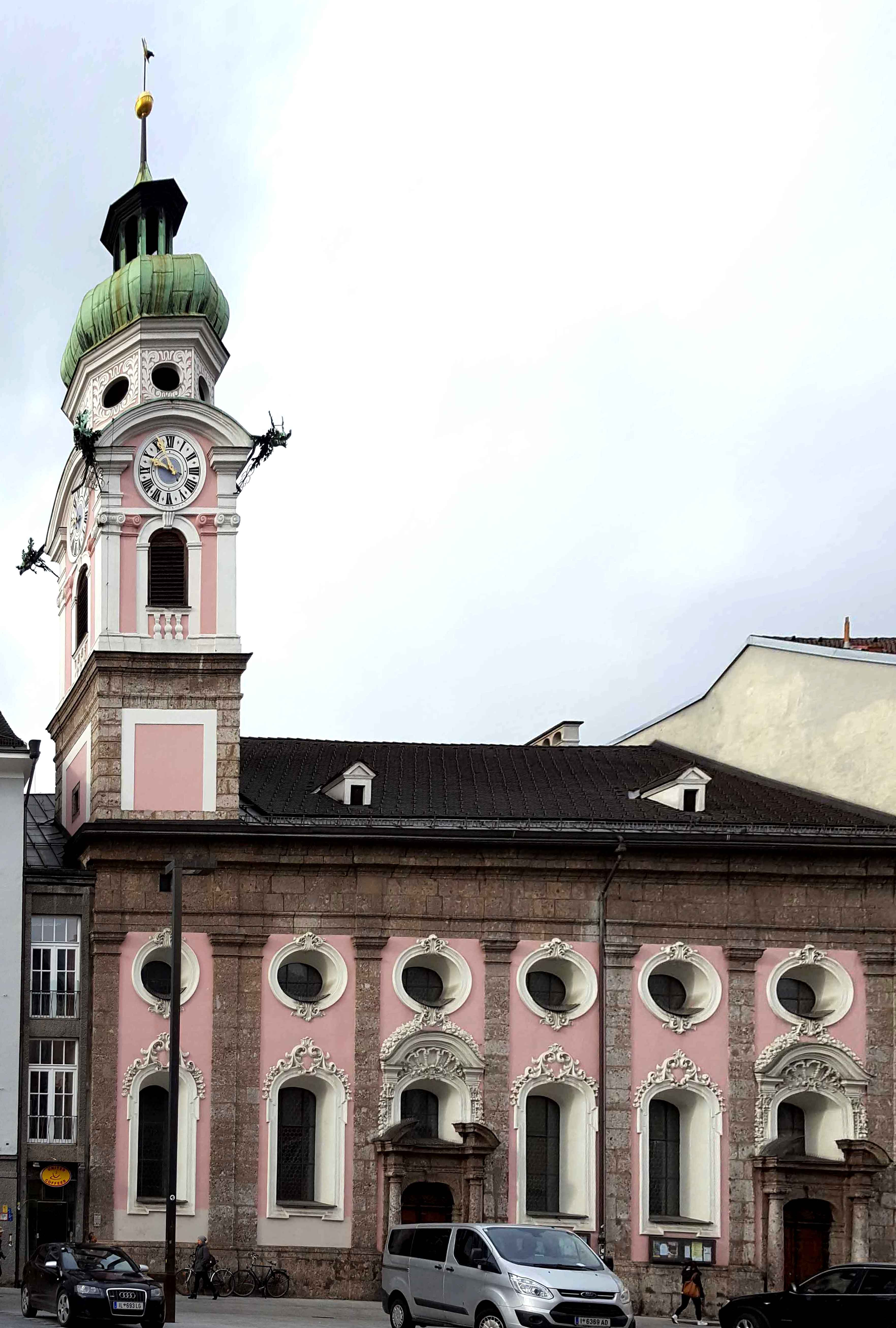
Spitalskirche in Innsbruck

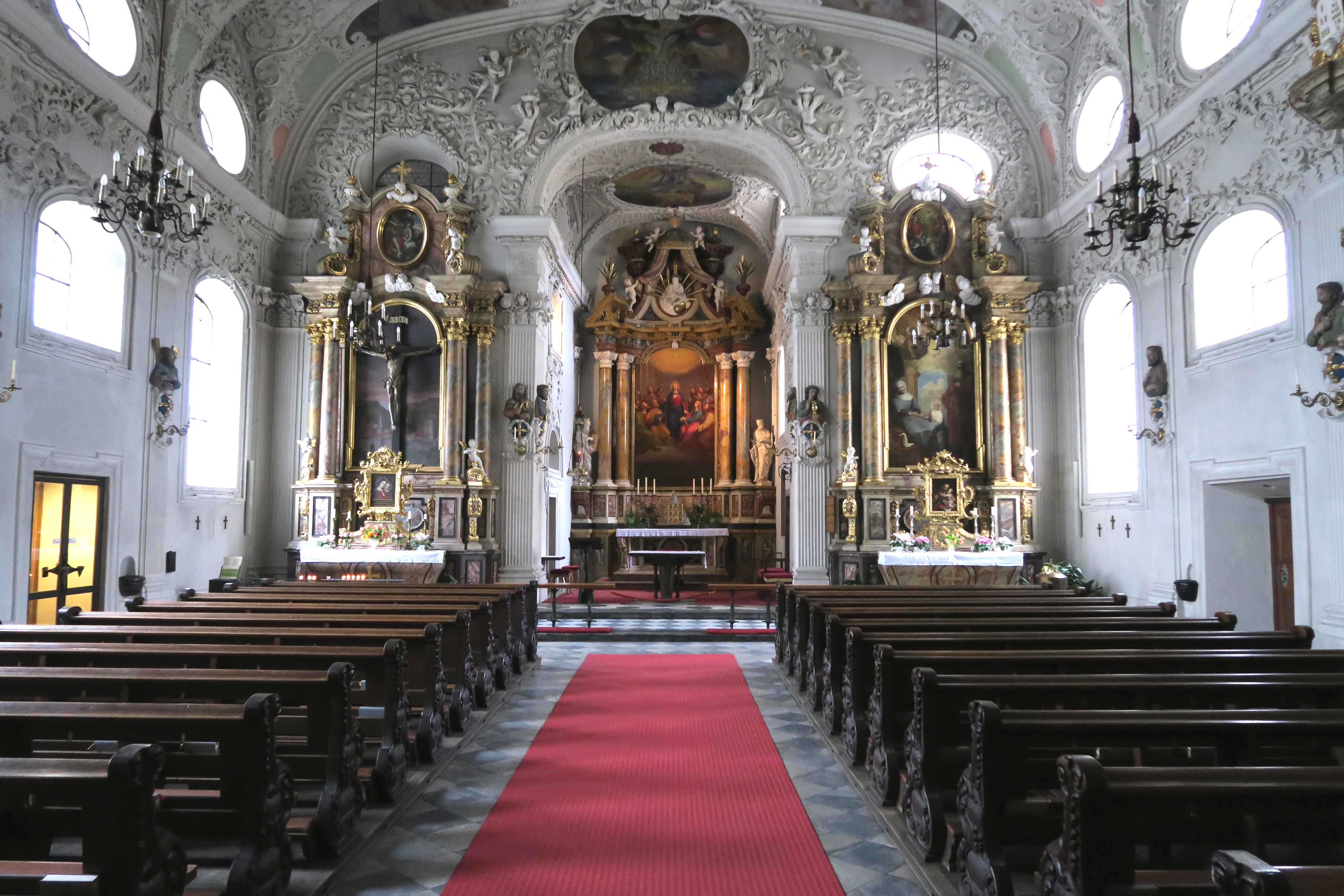
Kirche innen mit Seitenaltären

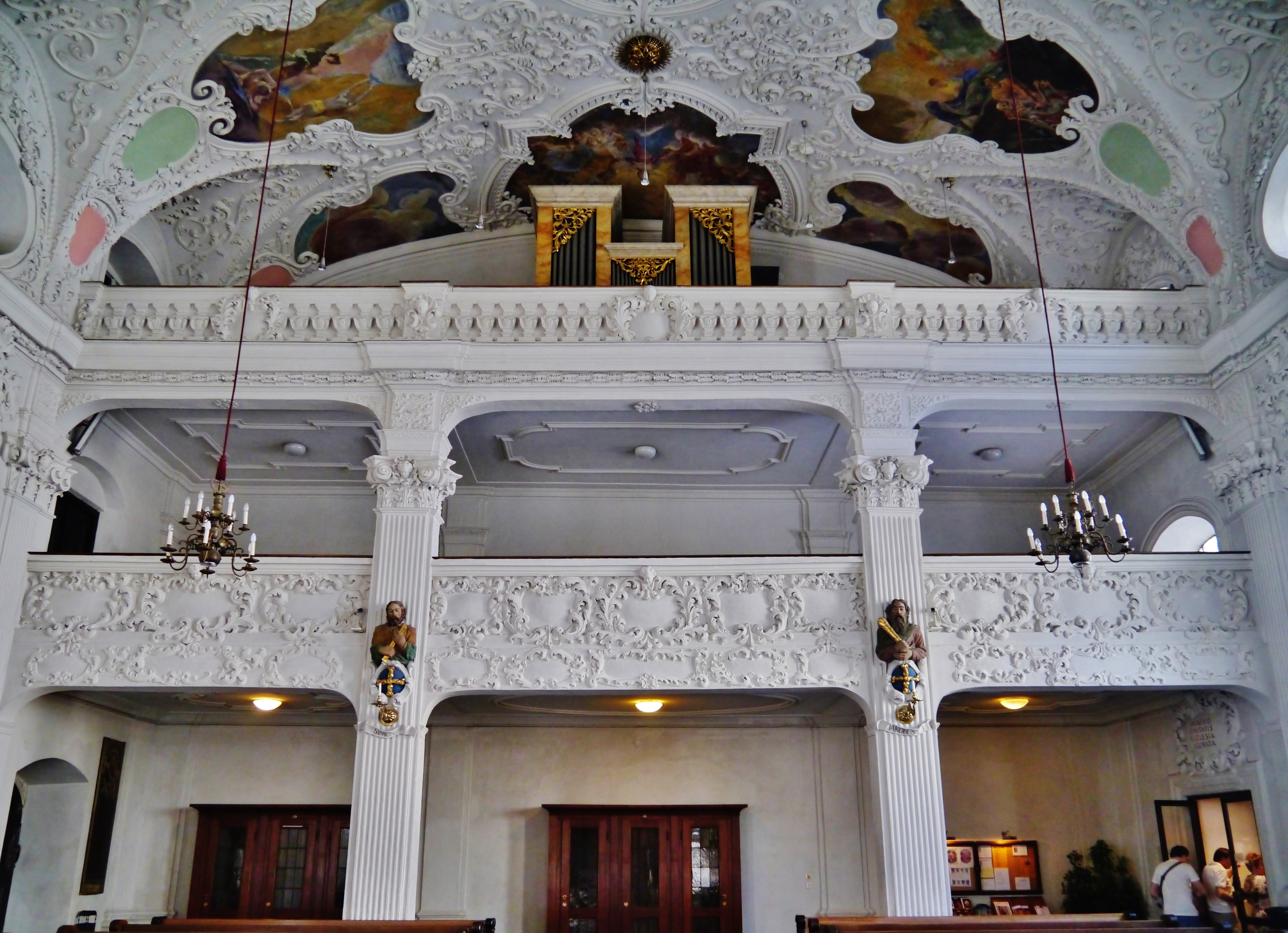
Blick zur Doppelempore

Die römisch-katholische Spitalskirche zum Heiligen Geist steht in der Maria-Theresien-Straße in der Innsbrucker Innenstadt.

## Geschichte
Schon seit 1326 ist ein Stadtspital erwähnt, damals wegen der Ansteckungsgefahr noch außerhalb der Stadtmauern gelegen. Das Spital selbst wurde 1888 in die heutige Universitätsklinik übersiedelt. 
Mit dem Siechenhaus (Altenheim) ist vermutlich schon von Anfang an eine Marienkapelle verbunden gewesen. 1389 ist das erste Mal von einer „ecclesia“ die Rede. Beim Umbau und der Erweiterung der Kirche durch den Stadtmaurermeister Christoph Geiger und den Zimmermeister Adam Rausch im Jahr 1596 entstand ein dreischiffiger Kirchenraum durch die Einbeziehung der Elsbethenkapelle. 1689 wurde die Kirche durch ein Erdbeben stark beschädigt. 1700 wurde sie bis auf einige Außen- und Grundmauern abgerissen. Die jetzige Kirche wurde nach Plänen des Innsbrucker Hofbaumeisters Johann Martin Gumpp dem Älteren anstelle des gotischen Vorgängerbaus errichtet und am 8. Juni 1705 vom Brixner Fürstbischof Kaspar Ignaz Graf Künigl geweiht.
1945 erlitt die Kirchendecke schwere Beschädigungen durch die Bombardierung Innsbrucks.

## Architektur und Ausstattung
Die beiden Portale haben aufwendig geschnitzte Türen, das Innere ist durch reichen Stuck geprägt. Die Fresken wurden nach Bombenschäden des Zweiten Weltkriegs 1962 von Hans Andre neu gemalt. Der von Cristoforo Benedetti geschaffene barocke Hochaltar von 1705 enthält das 1848 von Caspar Jele im Nazarenerstil gemalte Altarbild Sendung des hl. Geistes. Die Seitenaltäre stammen von Michael Stippler, wobei sich am linken Seitenaltar ein Kruzifix aus dem 16. Jahrhundert befindet und am rechten Seitenaltar ein um 1709 von Ulrich Glantschnigg gefertigtes Gemälde, das Joachim und Anna mit ihrer Tochter Maria darstellt. Die Kanzel stammt aus dem Jahr 1706 und ist ein Werk von Benedikt Fries. Die Ausstattung mit Bronzeskulpturen (Türgriffe, Kommunionbank, Ambo) stammt vom Goldschmied und Bildhauer Michael Norz. Der Tabernakel von Hans Kölblinger aus dem Jahr 1962 symbolisiert das Zelt Gottes. Die zwölf Karneolen symbolisieren die zwölf Apostel. Die drei Glocken der Kirche stammen aus der Jesuitenkirche und wurden 1901 im Zusammenhang mit dem Neubau ihrer Türme an die Spitalskirche abgetreten. Die große Glocke trägt den Namen „Löffler-Glocke“. Sie stammt aus dem Jahr 1579 und wiegt 600 kg (Schlagton g1). Die mittlere Glocke ist die „St. Pirminius-Glocke“ mit ca. 320 kg (Schlagton h1) und die kleine Glocke die „St. Ignatius von Loyola-Glocke“ mit 145 kg (Schlagton dis2). 1846 wurde die mechanische Schleifladenorgel von Johann Georg Gröber gebaut.

## Citykirche
Seit 2018 dient die Spitalskirche unter der Leitung von Bischofsvikar Msgr. Jakob Bürgler als „Citykirche“ und trägt den Namen „Kirche im Herzen der Stadt“. Sie hat die Bestimmung, als einladender, gastfreundlicher und offener Raum neue Formen von Gebet, Kultur, Musik und Kunst zu ermöglichen und für Menschen unserer Zeit Wege der Begegnung mit dem Glauben zu erschließen. Zugleich will sie im Sinne der Seelsorge an Passanten ein Ort des niederschwelligen Kontakts mit Glaube und Kirche sein.